# Vinorodni okoliš Bizeljsko - Sremič
Vinorodni okoliš Bizeljsko - Sremič (1700 ha) je eden od treh vinorodnih okolišev 7700 hektarov obsegajoče slovenske vinorodne dežele Posavje. Obsega območje na levem bregu reke Save med krajem Zidani most in okolico Dobove (na jugu), nato pa ob reki Sotli meji na Hrvaško. Na severu meji na vinorodno deželo Podravje. Značilnost tega okoliša so repnice, v mivkasto zemljo vkopane vinske kleti.
V Bizeljsko-sremiškem okolišu kot sortna vina prevladujejo modra frankinja, beli in modri pinot in laški rizling pozne trgatve.